# Façana del Casal de Joves
La Façana del Casal de Joves és una obra de Sant Feliu de Llobregat (Baix Llobregat) protegida com a Bé Cultural d'Interès Local.

## Descripció
Era un edifici de notables dimensions entre mitgeres, de façana amb composició simètrica de tres plantes. En destacaven l'horitzontalitat de la cornisa, franja i els balcons de la primera planta.
Actualment l'edifici està enderrocat i només es conserva part de la façana que dona al c/ Laureà Miró i la que dona al c/ Anselm Clavé, aquesta última decorada amb un grafitti. El solar està ocupat ara per pistes de bàsquet i el Casal de Joves.